# طواف فلاندرز 2009
طواف فلاندرز 2009 هو أحد سباقات طواف العالم للدراجات 2009 أقيم بتاريخ 5 أبريل 2009، فاز به ستيجن ديفولدير وحلّ ثانيا هاينريش هوسلر بينما حصل على المركز الثالث فيليب جيلبير.

## الترتيب
| م                     | الدرّاج         | البلد   |
| --------------------- | -------------- | ------- |
| الفائز بالترتيب العام | ستيجن ديفولدير | بلجيكا  |
| الثاني                | هاينريش هوسلر  | ألمانيا |
| الثالث                | فيليب جيلبير   | بلجيكا  |